# Ebrechtella tricuspidata
Ebrechtella tricuspidata (Syn. Misumenops tricuspidatus) ist eine Spinnenart aus der Familie der Krabbenspinnen (Thomisidae) und in Europa die einzige Art der Gattung Ebrechtella. Die Art ist in Mitteleuropa weit verbreitet, aber nicht sehr häufig.

## Merkmale
Die Art zählt zu den mittelgroßen Krabbenspinnen, die Weibchen sind aber aufgrund ihres großen, kugeligen Hinterleibes vergleichsweise auffällig. Männchen haben eine Körperlänge von etwa 3 mm, Weibchen erreichen 6 mm. 
Der Vorderkörper (Prosoma) und die Beine des Weibchens sind einfarbig grasgrün, der Hinterkörper (Opisthosoma) ist fast einfarbig weißlich gelb und zeigt nur auf dem Rücken eine zweiteilige rötliche Zeichnung. Diese besteht aus zwei breiten, dunkelroten, hinten miteinander verbundenen und vorn offenen Bändern, die sich symmetrisch von den Spinnwarzen bis etwa auf die Rückenmitte ziehen, und einem hellen roten, länglichen, in der Mitte meist unterbrochenen Fleck, der sich von vorn bis etwa in die Mitte der beiden Längsbänder zieht und dort meist spitz zuläuft.
Beim deutlich anders aussehenden Männchen zeigt das Prosoma oberseits seitlich breite braune Längsbänder, die Mitte ist hell. Die Beine sind breit hell-dunkel geringelt. Der Hinterkörper trägt die gleiche Zeichnung wie beim Weibchen, ist aber insgesamt dunkler bräunlich oder grünlich. In Mitteleuropa ist die Art unverwechselbar.

## Verbreitung und Lebensraum
Ebrechtella tricuspidata besiedelt die Paläarktis. Die Art ist in Europa eher im Osten und Süden verbreitet und fehlt in Skandinavien und Großbritannien. Auch in Deutschland fehlt die Art bereits im Nordwesten. 

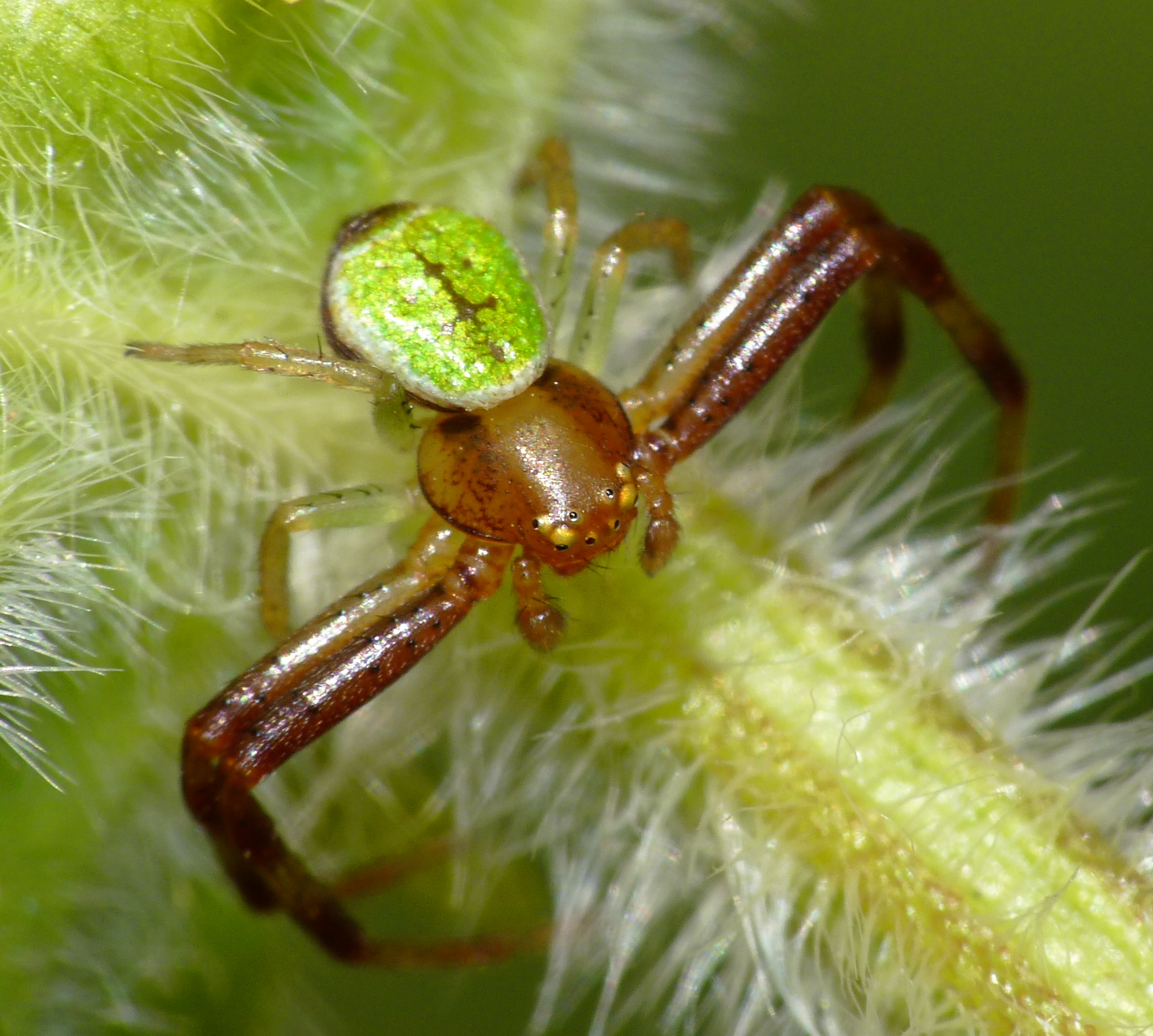
Männchen

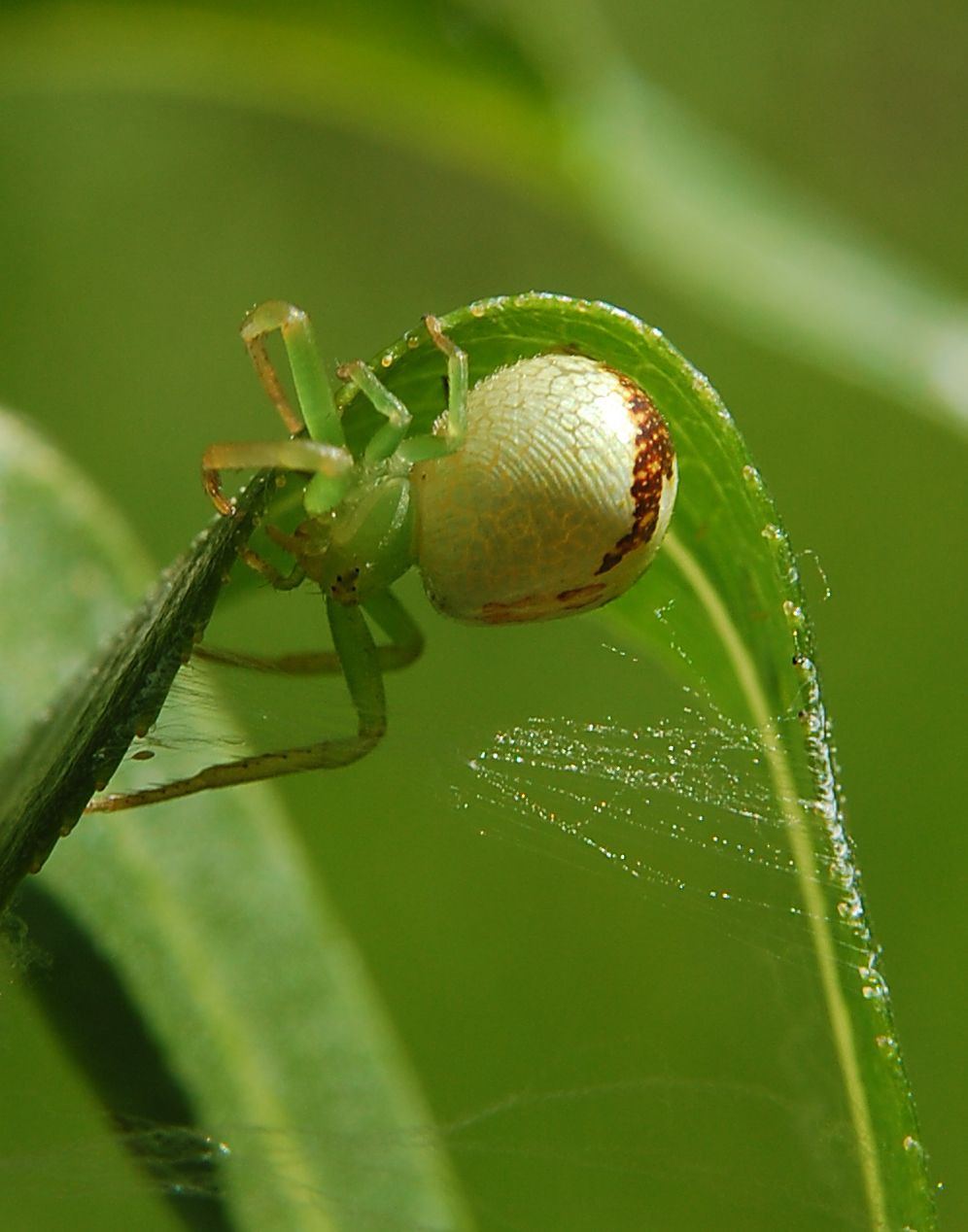
Weibchen beim Zusammenrollen eines Blattes zur Anlage des Eikokons

Die Art ist wärme- und feuchtigkeitsliebend und bewohnt vor allem sonnige Waldränder in Gewässernähe. Sie hält sich dort überwiegend auf Sträuchern und in Baumkronen auf.

## Lebensweise und Fortpflanzung
Geschlechtsreife Tiere werden von Mai bis Juli gefunden. Die Art hält sich zur Jagd auf Blüten und Blättern auf. Der Eikokon wird im Sommer in einem zusammengerollten Blatt angelegt und bewacht.

## Gefährdung
Die Art ist weit verbreitet und in geeigneten Habitaten selten bis mittelhäufig. Sie wird in Deutschland in der Roten Liste als „ungefährdet“ eingestuft.